# آلن کوردانر
آلن کوردانر (انگلیسی: Allan Corduner؛ زادهٔ ۲ آوریل ۱۹۵۰) بازیگر اهل بریتانیا است. وی از سال ۱۹۸۱ میلادی تاکنون مشغول فعالیت بوده‌است.
از فیلم‌ها یا برنامه‌های تلویزیونی که وی در آن نقش داشته است، می‌توان به جاسوسان ورشو، کنتس سفید، تاجر ونیزی، وارونه، دعوت به جنگ، برک و هیر، زنی با لباس طلایی رنگ، راه و رسم زندگی ما، نزدیک‌تر به ماه، رادیو گفتگو، بزرگ‌تر از آسمان، فریبکار و کیس کیس (بنگ بنگ) اشاره کرد.